# Une fille nommée Fathom
Pour plus de détails, voir Fiche technique et Distribution.
Une fille nommée Fathom (Fathom) est un film britannique réalisé par Leslie H. Martinson, sorti en 1967

## Synopsis
Fathom fait du parachutisme de haute altitude... et est recrutée par les services secrets pour aller récupérer un objet secret très important... mais n'y aurait-il aucun danger à cette mission si bien étudiée ?

## Fiche technique
- Titre français : Une fille nommée Fathom ou Une nana nommée Fathom ou Fathom, belle, intrépide et espionne ou Une super girl nommée Fathom[1]
- Titre original : Fathom
- Réalisation : Leslie H. Martinson
- Scénario : Lorenzo Semple Jr., d'après le roman de Larry Forrester
- Musique : John Dankworth
- Photographie : Douglas Slocombe
- Montage : Max Benedict
- Production : John Kohn
- Société de production et de distribution : 20th Century Fox
- Pays :  Royaume-Uni
- Langue : anglais
- Format : Couleur - Mono - 35 mm - 2.35:1
- Genre : Comédie, Aventures
- Durée : 99 min
- Date de sortie : 
  - France : 22 décembre 1967[1]
- Affiche : Vanni Tealdi (France)

## Distribution
- Raquel Welch (VF : Nelly Benedetti) : Fathom Harvill
- Anthony Franciosa (VF : Michel Roux) : Peter Merriwether
- Ronald Fraser (VF : Philippe Dumat) : Colonel Douglas Campbell
- Clive Revill (VF : Roger Carel) : Sergei Serapkin
- Richard Briers (VF : Serge Lhorca) : Lieutenant Timothy Webb
- Tom Adams (VF : Jean-Claude Michel) : Mike
- Greta Chi (VF : Perrette Pradier) : Commandant Jo-May Soon
- Élisabeth Ercy : Ulla
- Reg Lye (VF : Georges Riquier) : M. Trivers
- Ann Lancaster (VF : Lita Recio) : Mme Bettina Trivers
- Tutte Lemkow : Mehmed